# Siv Dahlgren
Siv Margareta Löwbeer, känd under flicknamnet Siv Dahlgren, född 26 november 1925 i Gävle Heliga Trefaldighets församling i Gävleborgs län, död 13 februari 2014 i Nacka, var en svensk gymnastikdirektör och tidigare friidrottare (stående längdhopp). Hon tävlade för Gefle HAL (1941–1942) och IF Skade (1943–1944).
Siv Dahlgren var dotter till tandläkaren Kurt Dahlgren och Lillie Paulsson. Hon gifte sig 1950 med juristen Torsten Löwbeer (1920–2009) och fick barnen Gunnar 1952, Lars 1955, Ingrid 1959 och Olof (född 1965).